# Pilotton
Ein Pilotton ist in der Telekommunikation ein Signal (in der Regel eine einzelne Frequenz), das außerhalb und unabhängig vom eigentlichen Nutzsignal über einen Kommunikationskanal übertragen wird. Es dient zur Kontrolle, Steuerung, Überwachung oder als Referenz.

## Anwendungen

### Stereo-Radio

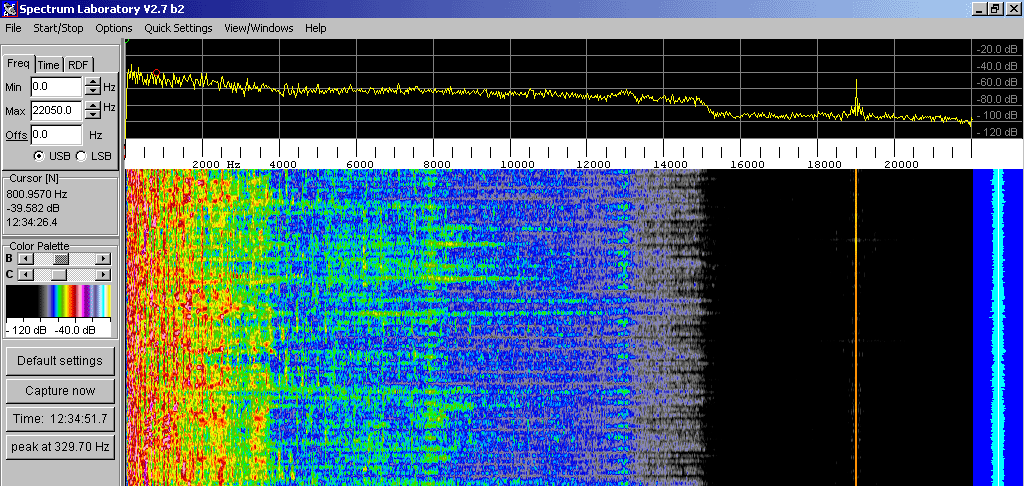
Frequenzspektrum einer UKW-Radiosendung mit ausgeprägter 19-kHz-Linie

Bei UKW-Stereo-Radiosendungen wird ein 19-kHz-Pilotton mitgesendet, um anzuzeigen, dass ein Stereosignal vorliegt. Dieser Pilotton wird verwendet, um durch Frequenzverdopplung den Unterträger bei 38 kHz (= 2 · 19 kHz) zu erhalten, der nicht mitgesendet wird, aber zur Demodulation der Stereoinformation nötig ist; die Stereo-Information selbst wird im Bereich 23 − 53 kHz = 38 ± 15 kHz gesendet (siehe Pilotton-Multiplexverfahren).
Der Pilotton selbst trägt außer dem Vorhandensein des Stereosignals sowie der für die Demodulation wichtigen Phasenlage des Trägers keine weitere Information. Allerdings kann ein Pilotton auch für die Übertragung schmalbandiger Daten verwendet werden, z. B. indem er schwach amplitudenmoduliert wird.
Sofern der Empfänger selbst diesen Pilotton nicht entfernt, bieten manche Kassettenrekorder einen Schalter zum Zuschalten eines MPX-Filters, welcher den Pilotton wegfiltert. Neben der Vermeidung von Irritationen von Kompander-Rauschunterdrückungssystemen hilft das, unerwünschte Schwebungsfrequenzen im hörbaren Bereich zu vermeiden, die ansonsten durch die Frequenzen von Pilotton und Vormagnetisierung erzeugt werden könnten.

### Tonbandgeräte für Filmton
Bei der Tonfilm-Produktion dient ein Pilotton der Synchronisation zwischen separaten Bild- und Tonaufnahmen. Dazu wird von einem Pilottongenerator, der in der Filmkamera eingebaut oder an sie angeflanscht ist, ein bildsynchrones Signal (beispielsweise 50 Hz bei 25 Bildern je Sekunde) geliefert.
Beim klassischen Pilottonverfahren wird dieses Pilotsignal auf einer separaten Spur aufgezeichnet. Im Rahmen der Postproduktion wird es mit Hilfe eines Pilottonverstärkers so weit verstärkt, dass damit der Synchronmotor eines Perfoläufers angetrieben werden kann. Dieser dient zum Überspielen der originalen Tonaufzeichnung vom 1/4″-Tonband (Senkel) auf Magnetfilm (Perfoband). Bei diesem Verfahren ist die Synchronisation zwischen der Filmaufnahme und der Tonaufzeichnung ohne jede externe Regelung automatisch gewährleistet. Der bespielte Magnetfilm kann anschließend an einem Filmschneidetisch synchron zum Bild bearbeitet werden.
Alternativ kann ein von einem Quarz-Pilottongeber gelieferter Pilotton verwendet werden, sofern die Kamera ebenfalls quarzgesteuert ist. Hierbei entfällt das Synchronkabel zwischen Filmkamera und Tonbandgerät.
Analoge Tonbandgeräte wie Nagra oder Stellavox arbeiten ebenfalls mit einem Pilotton-Verfahren.
Bei analoger Tonaufnahme wird das Bandmaterial zwar mit einer festen Bandgeschwindigkeit transportiert, das Bandmaterial selbst kann sich aber durch klimatische Faktoren geringfügig dehnen oder verkürzen. Um trotzdem die Wiedergabe mit exakt der gleichen Geschwindigkeit wie bei der Aufnahme zu ermöglichen, wird vom Tonbandgerät bei der Aufnahme eine Pilotfrequenz von exakt 50 Hz erzeugt. Dieser Pilotton wird gemeinsam mit dem Audiosignal aufgezeichnet. Der Ton stellt dabei eine Art elektronischer Perforation dar, mit deren Hilfe eine genaue Regelung der Bandgeschwindigkeit bei der Wiedergabe unabhängig von eventuellem Bandschlupf oder der Dehnung/Schrumpfung des Tonbandmaterials möglich wird.

### Drahtlose Mikrofone
Drahtlose Mikrofone übermitteln mit einem Pilotton (schaltbare Pilotton-Überwachung) u. a. folgende Informationen an den Empfänger:
- Batterie-Statuskontrolle
- Mute-Schalter-Status des Senders
- Tone Code Squelch.

Diese mittels Pilotton übermittelten Daten werden im Pilotton-Decoder des Empfängers ausgewertet und am Display des Empfängers angezeigt.
Darüber hinaus schaltet ein Drahtlosempfänger, der in der Lage ist, „seinen“ Pilotton auszuwerten, automatisch seinen Audioausgang ab (englisch: mute), solange er ein Signal empfängt, das keinen Pilotton enthält. Im Anbetracht der relativ kurzen Reichweite einer solchen Funkstrecke wird hierbei davon ausgegangen, dass es sich in einem solchen Fall um ein Fremd- bzw. Störsignal handelt.

### Babyphone
Babyphone haben einen Pilotton zur Vermeidung von Störungen durch andere funkbetriebene Geräte. Einige batteriebetriebene Empfänger wechseln in einen Energiesparmodus, wenn über einen längeren Zeitraum am Sender kein Geräusch aufgenommen wird. Der Pilotton des Senders signalisiert dem Empfänger weiterhin, dass das Sendegerät betriebsbereit ist und sich in Reichweite befindet.

### Betriebsfunk
Pilottöne im Betriebsfunk signalisieren anderen Geräte derselben Firma, dass diese Sendung für sie ist. Fehlt der Pilotton, so stammt die Aussendung von Fremdfirmen und wird automatisch ausgeblendet.
Je nach Hersteller nennt sich das Verfahren CTCSS, subaudio, Private Line etc. Technisch ist es aber immer dasselbe, und die Verfahren sind untereinander kompatibel.

### DSL

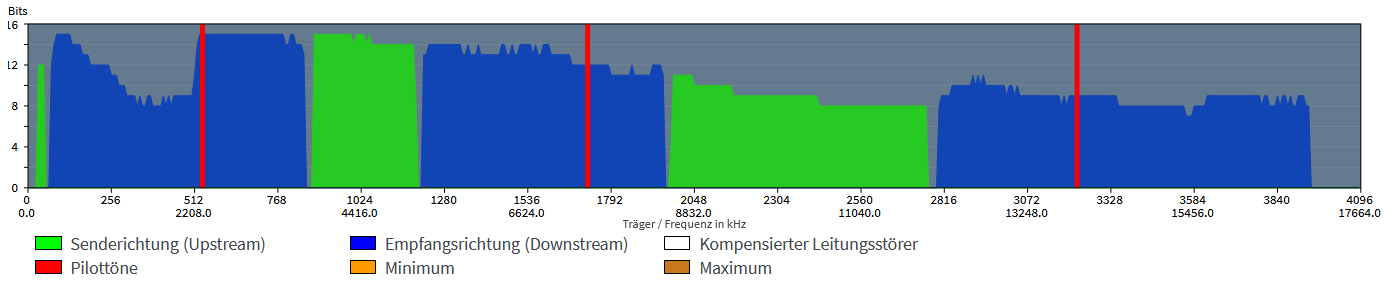
DSL-Pilottöne auf einem 100-Mbit/s-Downstream bei einer Verbindung nach VDSL2 17a G.Vector (ITU G.993.5)
Downstream
Upstream
Pilotton

Bei DSL dient der Pilotton der Verbindungsherstellung und -steuerung zwischen dem DSLAM des Netzbetreibers und DSL-Modem beim Teilnehmer.
Je nach DSL-Variante werden ein oder mehrere Pilottöne verwendet. Für jeden Pilotton wird ein Träger im Downstream-Frequenzbereich reserviert.
| DSL-Variante         | Pilottonfrequenz          |
| -------------------- | ------------------------- |
| ADSL G.992.1 Annex A | 276 kHz                   |
| ADSL G.992.1 Annex B | 414 kHz                   |
| ADSL2 G.992.3        | wird fallweise ausgewählt |
| ADSL2+ G.992.5       | wird fallweise ausgewählt |
| VDSL G.993.1         | wird fallweise ausgewählt |
| VDSL2 G.993.2        | wird fallweise ausgewählt |

Bei VDSL2 werden unterschiedliche Pilottöne für Initialisierung und Steuerung verwendet.
Mit dem Pilotton können die beteiligten Geräte auch einen Signalverlust (LOS, loss of signal) feststellen, wenn der Pegel des empfangenen Pilottons für eine gewisse Zeit unter einen vorgegebenen Wert fällt.